# Средно училище „Любен Каравелов“ (Пловдив)
Вижте пояснителната страница за други значения на Средно училище „Любен Каравелов“.
Вижте пояснителната страница за други значения на Средно училище „Любен Каравелов“.
Средно училище „Любен Каравелов“ е средно училище в Пловдив.

## История
1935 – 1936 г. е основано училище „Любен Каравелов“ с 4 паралелки и 110 ученика. Построена е сграда на два етажа с 4 учебни стаи.
От 1950 до 1964 г. е филиал на училище „Г. С. Раковски“.
1964 г. сградата се реконструира и се обособява самостоятелно основно училище „Любен Каравелов“.
1986 г. училището е удостоено с орден „Кирил и Методий“ – II степен /сребърен/ по случай половинвековния му юбилей. Същата година се формира народен хор, създава се детски народен ансамбъл – хор, оркестър, индивидуални изпълнители.
1989 – 1990 г. е разкрита първата паралелка по народно пеене и народни инструменти. За първи път в България по специален учебен план се въвежда разширено изучаване на българска народна музика.
През 1998 г. са разкрити паралелки с разширено изучаване на хореография 1 – 8 клас.
Май 2001 г. СОУ „Любен Каравелов“ изпрати първите си абитуриенти, повечето от които станаха студенти в АМТИИ – Пловдив.

## ОБУЧЕНИЕ
СУ „Л. Каравелов“ предлага:
I – VIII клас
Разширено изучаване на: народни инструменти и народно пеене; хореография.
Общообразователна паралелка
IX – ХII клас
Профил“Народна музика“: народни инструменти /кавал, гайда, гъдулка, тамбура/;
Непрофилирано обучение със засилено изучаване на: информационни и компютърни технологии, сладкарство, готварство,
фризьорство, барман – сервитьор, моден дизайн